# Matematiskt objekt
Ett matematiskt objekt kan till exempel vara ett tal eller en samling tal. Ett exempel på ett matematiskt objekt är pi.